# 麻天螺
麻天螺（学名：Diala albugo）为天螺科天螺屬下的一个种。

## 分佈
本物種見於台灣綠島。

## 外部連結
- 維基物種上的相關：麻天螺